# Holloway (Familienname)
Holloway ist ein ursprünglich angelsächsischer Familienname.

## Herkunft und Bedeutung
Holloway ist ein Wohnstättenname der auf Personen zurückgeht, die an einem hollow way (hohler Weg) oder holy way (heiliger Weg) gelebt haben.

## Namensträger
- Adam Holloway (* 1965), britischer Politiker
- Alden Holloway, US-amerikanischer Sänger und Gitarrist
- Brenda Holloway (* 1946), US-amerikanische Sängerin
- Bruce K. Holloway (1912–1999), US-amerikanischer General
- Bud Holloway (George Edward Holloway III; * 1988), kanadischer Eishockeyspieler
- Clyde C. Holloway (1943–2016), US-amerikanischer Politiker
- Daniel Holloway (* 1987), US-amerikanischer Radrennfahrer
- David Holloway (Sänger) (* 1942), US-amerikanischer Sänger (Bariton)
- David Holloway (Historiker) (* 1943), irischer Historiker und Politikwissenschaftler
- David P. Holloway (1809–1883), US-amerikanischer Politiker
- Emory Holloway (1885–1977), US-amerikanischer Literaturwissenschaftler, Hochschullehrer und Biograf
- George Holloway, Pseudonym von Giorgio Capitani (1927–2017), italienischer Filmregisseur und Drehbuchautor
- Grant Holloway (* 1997), US-amerikanischer Leichtathlet
- Ian Holloway (* 1963), englischer Fußballspieler und -trainer
- Jack Holloway (1875–1967), australischer Politiker

- James L. Holloway junior (1898–1984), US-amerikanischer Marineoffizier, Admiral und Superintendent der US Naval Academy
- James L. Holloway III. (1922–2019), US-amerikanischer Marineoffizier, zuletzt Admiral und Chief of Naval Operations
- James Wesley Holloway alias Red Holloway (1927–2012), US-amerikanischer Blues- und Jazz-Saxophonist und Sänger
- Jennifer Holloway (Schauspielerin), US-amerikanische Schauspielerin
- Jennifer Holloway (Sängerin), US-amerikanische Sängerin (Mezzosopran)
- John Holloway (Leichtathlet) (1878–1950), britisch-irischer Zehnkämpfer
- John Holloway (Politikwissenschaftler) (* 1947), irisch-mexikanischer Politikwissenschaftler
- John Holloway (Musiker) (* 1948), britischer Violinist und Dirigent
- John Edward Holloway (1890–1979), südafrikanischer Botschafter und Golfspieler
- Josh Holloway (* 1969), US-amerikanischer Schauspieler
- Julian Holloway (1944–2025), britischer Schauspieler
- Laurie Holloway (1938–2025), britischer Jazz- und Unterhaltungsmusiker
- Liddy Holloway (1945–2004), neuseeländische Schauspielerin und Drehbuchautorin
- Loleatta Holloway (1946–2011), US-amerikanische Sängerin
- Nancy Holloway (1932–2019), US-amerikanische Sängerin
- Ralph L. Holloway (1935–2025), US-amerikanischer Anthropologe und Paläoneurologe
- Rebecca Holloway (* 1995), nordirische Fußballspielerin
- Red Holloway (1927–2012), US-amerikanischer Saxophonist
- Richard Holloway (* 1933), schottischer Geistlicher, Bischof der Episkopalkirche
- Robin Holloway (* 1943), britischer Komponist
- Romario Holloway (* 2005), deutscher Basketballspieler
- Ron Holloway (Filmwissenschaftler) (Ronald Holloway; 1933–2009), US-amerikanischer Filmhistoriker und -kritiker
- Ron Holloway (Musiker) (Ronald Edward Holloway; * 1953), US-amerikanischer Jazzmusiker
- Samuel Holloway (* 1981), neuseeländischer Komponist
- Stanley Holloway (1890–1982), britischer Schauspieler und Entertainer
- Sterling Holloway (1905–1992), US-amerikanischer Schauspieler
- Susan Holloway (* 1955), kanadische Kanutin und Skilangläuferin
- Thomas Holloway (Künstler) (1748–1827), britischer Maler und Kupferstecher
- Thomas Holloway (Unternehmer) (1800–1883), britischer Unternehmer, Kunstsammler und Philanthrop
- William J. Holloway (1888–1970), US-amerikanischer Politiker
- Zoey Holloway (* 1966), US-amerikanische Pornodarstellerin und Autorin